# (4207) Chernova
(4207) Chernova (1986 RO2) – planetoida z grupy pasa głównego asteroid okrążająca Słońce w ciągu 5,25 lat w średniej odległości 3,02 j.a. Odkryta 5 września 1986 roku.